# Spilosoma melanochroa
Spilosoma melanochroa är en fjärilsart som beskrevs av George Francis Hampson. Spilosoma melanochroa ingår i släktet Spilosoma och familjen björnspinnare. Inga underarter finns listade i Catalogue of Life.